# 서낙동로
서낙동로는 부산광역시 강서구 봉림동 통전 교차로와 북구 화명동 화명 나들목을 잇는 부산광역시의 도로이다. 부산신항배후도로의 일부를 구성한다.

## 연혁
- 2009년 1월 14일 : 김해시 불암동 ~ 대동면 괴정리 9.0 km 구간 신설 개통[1]
- 2009년 2월 25일 : 부산광역시 강서구 봉림동(통전 교차로) ~ 식만동(식만교) 4.4 km 구간을 자동차 전용도로로 지정[2]

## 주요 경유지
부산광역시
- 강서구

경상남도
- 김해시

부산광역시
- 북구

## 노선
- (■): 자동차 전용도로 구간

| 이름                          | 접속 노선                                      | 소재지                                | 소재지                           | 비고                                                |
| 가락대로와 직결               | 가락대로와 직결                                | 가락대로와 직결                       | 가락대로와 직결                  | 가락대로와 직결                                     |
| ----------------------------- | ---------------------------------------------- | ------------------------------------- | -------------------------------- | --------------------------------------------------- |
| 통전 나들목                   | 부산광역시도 제15호선 (가락대로)               | 부산광역시                            | 강서구                           |                                                     |
| 통전교 오봉교 죽동교          |                                                | 부산광역시                            | 강서구                           |                                                     |
| 죽림 교차로                   | 부산광역시도 제15호선 호계로                   | 부산광역시                            | 강서구                           |                                                     |
| 식만 분기점                   | 국도 제14호선 (동서대로) 부산광역시도 제14호선 | 부산광역시                            | 강서구                           | 국도 제14호선 구간                                  |
| 식만교                        |                                                | 부산광역시                            | 강서구                           | 국도 제14호선 구간                                  |
|                               | 김해시                                         | 불암동                                |                                  | 국도 제14호선 구간                                  |
| 분도교 불암교                 | 김해시                                         | 불암동                                |                                  | 국도 제14호선 구간                                  |
| 불암지하차도                  | 김해시                                         | 불암동                                | 국도 제14호선 (김해대로)         | 국도 제14호선 구간                                  |
| 수안 교차로                   | 김해시                                         | 대동로                                | 대동면                           |                                                     |
| 주중교 신명1교 신명2교 신안교 | 김해시                                         |                                       | 대동면                           |                                                     |
| 초정 나들목                   | 김해시                                         | 55호선 중앙고속도로                   | 대동면                           | 화명 방면 진입 불가 가락 방면 진출 불가 일부 미개통 |
| 미개통                        | 김해시                                         |                                       | 대동면                           | 미개통                                              |
| 안막 나들목                   | 김해시                                         | 부산광역시도 제31호선 (공항로) 동남로 | 대동면                           | 일부 미개통                                         |
| 대동화명대교                  | 김해시                                         |                                       | 대동면                           |                                                     |
|                               | 부산광역시                                     | 북구                                  |                                  |                                                     |
| 화명 나들목                   | 부산광역시                                     | 북구                                  | 부산광역시도 제55호선 (강변대로) |                                                     |
| 화명대로와 직결               |                                                |                                       |                                  |                                                     |

## 주의사항
이 도로는 자동차전용도로이므로 자전거, 보행자는 통행할 수 없다. 이륜자동차(모터사이클 혹은 오토바이)는 긴급자동차(싸이카 및 소방용 모터사이클 등)에 한해 통행이 가능하며, 그 밖의 이륜자동차는 통행할 수 없다.